# Frau

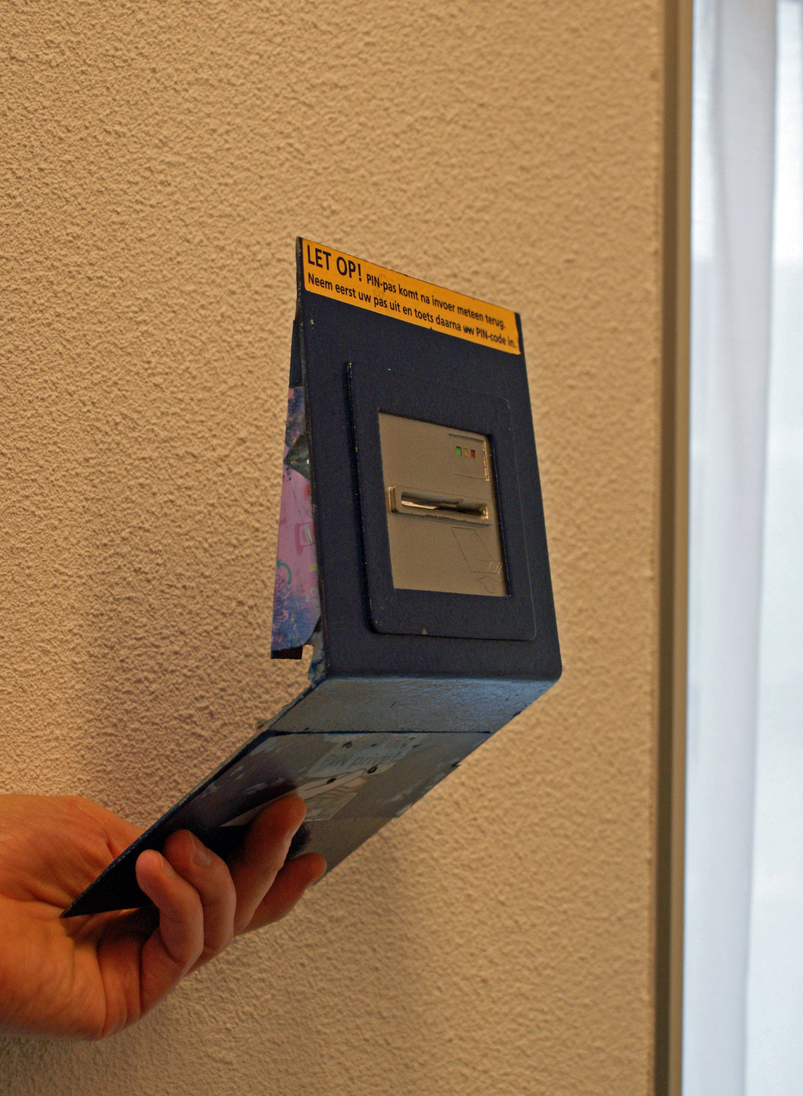
Un fals caixer automàtic que s'utilitza per cometre frau bancari als clients del banc

El frau d'acord amb la llei, és un engany intencionat per privar una víctima d'un dret legal o per obtenir-ne un benefici il·legal o injust. El frau pot violar el dret civil (p. ex., una víctima del frau pot demandar l'autor del frau per evitar el frau o recuperar una compensació monetària) o la llei penal (per exemple, un autor de frau pot ser processat i empresonat per les autoritats governamentals), o pot no causar cap pèrdua de diners, propietat o dret legal, però encara és un element d'un altre mal civil o criminal. El propòsit del frau pot ser un guany monetari o altres beneficis, com ara l'obtenció d'un passaport, un document de viatge o un permís de conduir. En casos de frau hipotecari, l'autor pot intentar beneficiar-se d'una hipoteca mitjançant declaracions falses.

## Terminologia
El frau es pot definir com un delicte civil o un acte criminal. En el cas del frau civil, una agència governamental o una persona o entitat perjudicada per frau pot presentar un litigi per aturar el frau, sol·licitar danys econòmics o ambdós. Per frau criminal, una persona pot ser processada pel frau i potencialment s'enfronta a multes, empresonament o ambdues coses.

### Dret civil
A les jurisdiccions amb dret anglosaxó, com a il·legalitat civil, el frau es considera un dany. Tot i que les definicions precises i els requisits de la prova varien entre les jurisdiccions, els elements necessaris del frau com a dany generalment són la tergiversació o l'ocultació intencionada d'un fet important en què la víctima ha de basar-se, i de fet confia, en detriment de la víctima. Sovint es diu que és difícil demostrar el frau en un tribunal, ja que la intenció de frau és l'element clau en qüestió. Com a tal, provar el frau comporta una "càrrega probatòria més gran que altres reclamacions civils". Aquesta dificultat es veu agreujada pel fet que algunes jurisdiccions exigeixen que la víctima demostri el frau mitjançant proves clares i convincents.
En els casos d'un contracte induït de manera fraudulenta, el frau pot servir com a defensa en una acció civil per incompliment de contracte o execució específica d'un contracte. De la mateixa manera, el frau pot servir de base perquè un tribunal invoqui la seva jurisdicció equitativa. Els recursos contra el frau poden incloure la rescissió (és a dir, la revocació) d'un acord o transacció obtingut de manera fraudulenta, la recuperació d'un premi monetari per compensar el dany causat, danys punitius per castigar o dissuadir la mala conducta i, possiblement, altres.

### Dret penal
A les jurisdiccions amb dret anglosaxó, com a delicte penal, el frau pren moltes formes diferents, algunes generals (per exemple, robatori amb falsa pretensió) i algunes específiques per a categories particulars de víctimes o mala conducta (per exemple, frau bancari, frau d'assegurances, falsificació). Els elements del frau com a delicte varien de la mateixa manera. Els elements necessaris de, potser, la forma més general de frau criminal, el robatori amb fals pretext, són l'engany intencionat d'una víctima mitjançant una representació falsa o una pretensió amb la intenció de persuadir la víctima a separar-se dels béns i amb la víctima a separar-se dels béns basant-se en la representació o pretensió i amb la intenció de l'autor de mantenir la propietat de la víctima.

## Tipus de frau

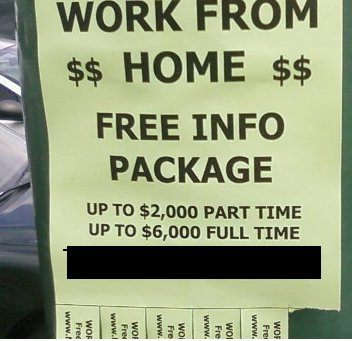
Un anunci d'una "feina de treball a casa" possiblement fraudulent

La falsificació de documents, coneguda com a falsificació, i la falsificació són tipus de frau implicats en la duplicació física o la fabricació. El "robatori" de la seva informació o identitat personal, com trobar el número de la seguretat social d'un altre i després utilitzar-lo com a identificació, és un tipus de frau. El frau es pot cometre a través i a través de molts mitjans, com ara el correu electrònic, el telèfon i Internet (delicte informàtic i frau a Internet).
Donada la naturalesa internacional del web i la facilitat amb què els usuaris poden ocultar la seva ubicació, els obstacles per comprovar la identitat i la legitimitat en línia i la varietat de tècniques de pirates informàtics disponibles per accedir a la PII han contribuït al creixement molt ràpid del frau a Internet. En alguns països, el frau fiscal també es persegueix per facturació falsa o falsificació fiscal. També hi ha hagut "descobriments" fraudulents, per exemple, la ciència, on l'apetit és pel prestigi més que per un guany monetari immediat. Un engany és un concepte diferent que implica un engany deliberat sense la intenció de guanyar o de danyar o privar materialment una víctima.

### Frau intern
El frau intern, també conegut com a "frau privilegiat", és un frau comès o intentat per algú dins d'una organització, com ara un empleat.

## Raonament jurídic del frau
L'engany és el nucli del tipus penal de l'estafa. La persona que comet el delicte (subjecte actiu) es fa lliurar un bé patrimonial, mitjançant l'engany, és a dir, fent creure l'existència d'una cosa que en realitat no existeix. Com per exemple seria el fet de sol·licitar el lliurament d'una bestreta de 500 euros com pagament a compte (entrada) per a l'adquisició d'un habitatge en un conjunt residencial, quan l'immoble en qüestió no existeix pas.
El patrimoni o propietat és el bé jurídic protegit. Actualment es prefereix dir-ne patrimoni, que consisteix en una universalitat de dret (universitas iuris), que es constitueix per actius i passius.
Hi ha diferents modalitats d'estafa, ja que s'entén que l'engany es pot produir tant d'una manera activa (el més freqüent) com d'una manera passiva. El problema principal per entendre que un engany, d'una manera passiva, pugui ser qualificat com a estafa, és que l'engany ha de ser suficient per produir un acte de disposició. Una actuació passiva (no informar, o no comptar quelcom) és difícil que provoqui un engany d'aquesta magnitud.

### Frau de mercaderies
L'acte il·legal d'obtenir (o l'intent d'obtenir) una certa quantitat de moneda d'acord amb un contracte que promet el posterior intercanvi d'actius equiparats, que finalment no arriben mai, és un tipus de frau, conegut com a frau de mercaderies. Alternativament, el terme pot referir-se a: la fallada de registre en una borsa; l'acte de proporcionar deliberadament informació falsificada als clients; l'acció d'executar transaccions amb l'únic propòsit d'obtenir beneficis per al beneficiari ; i el robatori de fons dels clients.

## Detecció

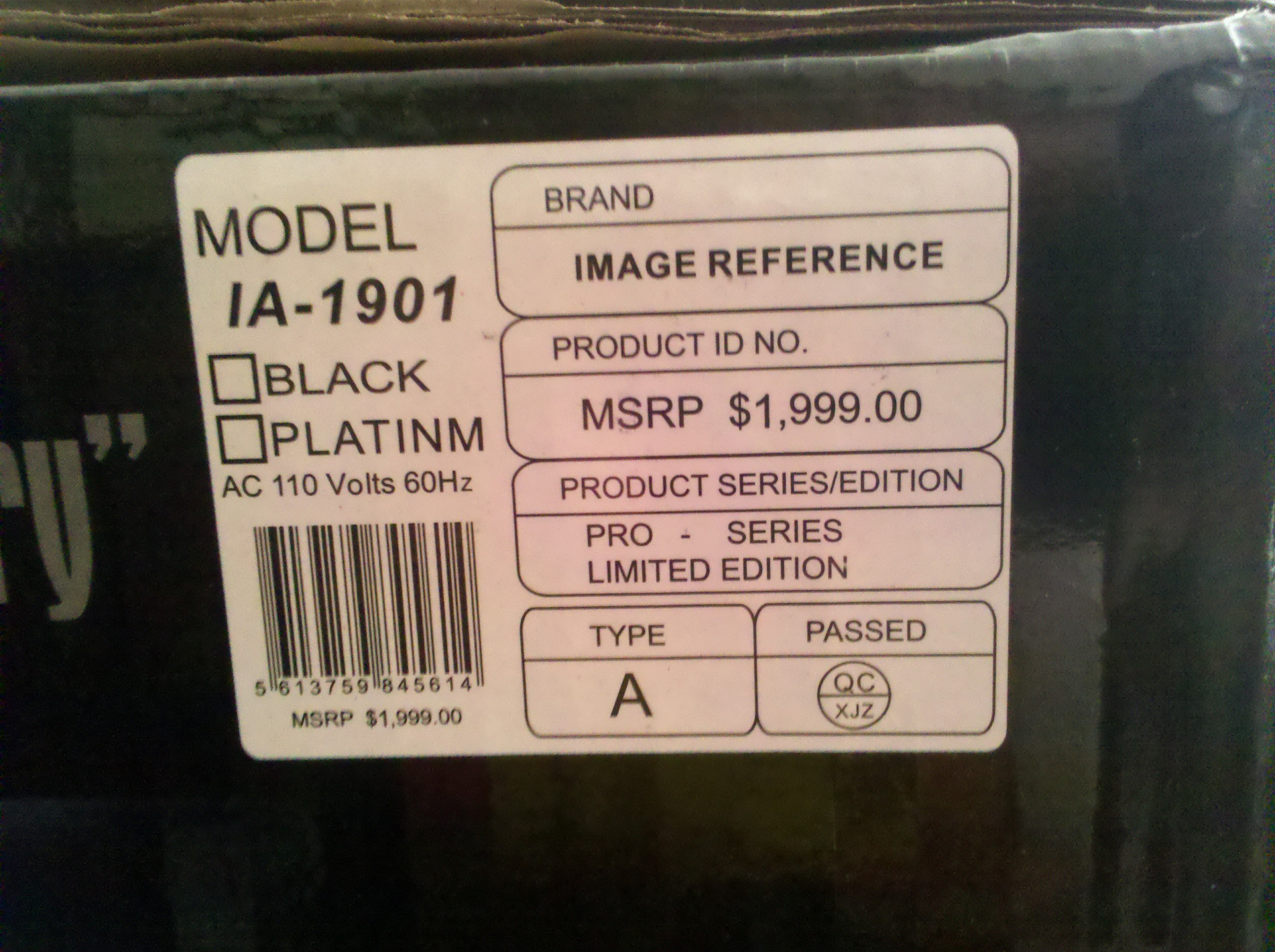
Preu de venda suggerit per un fabricant fraudulent en un altaveu

La detecció d'activitats fraudulentes a gran escala és possible amb la recol·lecció de quantitats massives de dades financeres combinades amb l'anàlisi predictiva o l'anàlisi forense, l'ús de dades electròniques per reconstruir o detectar el frau financer. En particular, l'ús de mètodes analítics basats en ordinador permet detectar errors, anomalies, ineficiències, irregularitats i biaixos que sovint es refereixen als estafadors que graviten a determinades quantitats en dòlars per superar els llindars de control intern. Aquestes proves d'alt nivell inclouen proves relacionades amb la Llei de Benford i possiblement també aquelles estadístiques conegudes com a estadístiques descriptives. Les proves d'alt nivell sempre van seguides de proves més enfocades per buscar petites mostres de transaccions molt irregulars. Els mètodes familiars de correlació i anàlisi de sèries temporals també es poden utilitzar per detectar fraus i altres irregularitats.

## Cost
Els participants d'una enquesta de 2010 de l'Association of Certified Fraud Examiners van estimar que l'organització típica perd el cinc per cent dels seus ingressos anuals a causa del frau, amb una pèrdua mitjana de 160.000 dòlars. El frau comes pels propietaris i executius era més de nou vegades més costós que el frau dels empleats. Les indústries més afectades són la banca, la indústria i el govern.

## Per regió

### Àsia

###### Xina
A la Xina, segons el Dret Penal de la República Popular de la Xina, el delicte de frau (诈骗罪) fa referència a "l'acte criminal d'enganyar i obtenir propietat pública o privada". Segons l'article 266 de la Llei penal:
1. Aquells que cometin frau amb una "quantitat relativament gran" de béns públics o privats seran condemnats a una pena de presó de durada determinada no superior a tres anys, detenció penal o control de mesures cautelars amb correcció comunitària, i podran ser multats addicionalment o únicament.
2. Si la quantia implicada és "elevada" o es donen altres circumstàncies greus, el delinqüent serà condemnat a una pena de presó de durada determinada no inferior a tres anys i no superior a deu anys i també a una multa.
3. Si l'import afectat és "especialment elevat" o hi ha altres circumstàncies especialment greus, el delinqüent ha de ser condemnat a una pena de presó fixa de més de deu anys o a cadena perpètua i també ha de ser multat o confiscat els seus béns.

Segons l'emissió "Interpretació sobre diverses qüestions relatives a l'aplicació específica de la llei en la tramitació de casos penals de frau" (关于办理诈骗刑事案件具体应用法律若干问题的解释闄觘 del Tribunal Suprem i del Tribunal Suprem la Fiscalia Popular Suprema l'any 2011, per als casos de frau relacionats amb propietats públiques o privades amb un valor que oscil·lava entre 3.000 iuans i 30.000 iuans, entre 30.000 iuans i 500.000 iuans i més de 500.000 iuans, s'haurien de considerar respectivament "gran quantitat i gran quantitat", "gran quantitat" i "gran quantitat", respectivament. tal com estableix l'article 266 de la Llei penal.

###### Índia
A l'Índia, les lleis penals estan consagrats al Codi Penal de l'Índia. Es complementa amb el Codi de Procediment Criminal i la Llei d'Evidència de l'Índia.

### Europa

###### Regne Unit
El 2016, el valor estimat perdut per frau al Regne Unit va ser de 193.000 milions de lliures a l'any. El gener de 2018, el Financial Times va informar que el valor del frau del Regne Unit va assolir un màxim de 15 anys de 2.110 milions de lliures el 2017, segons un estudi. L'article deia que la firma de comptabilitat BDO va examinar casos de frau denunciats per valor de més de 50.000 lliures i va trobar que el nombre total va augmentar a 577 el 2017, en comparació amb 212 el 2003. L'estudi va trobar que la quantitat mitjana robada en cada incident va augmentar a 3,66 milions de lliures esterlines, en comparació amb els 1,5 milions de lliures el 2003.
Al novembre de 2017, el frau és el delicte penal més comú al Regne Unit segons un estudi de Crowe Clark Whitehill, Experian i el Center for Counter Fraud Studies. L'estimació de frau a la xifra del Regne Unit és superior a la totalitat del PIB de països com Romania, Qatar i Hongria.
Segons una altra revisió de l'organització benèfica antifrau del Regne Unit Fraud Advisory Panel (FAP), el frau empresarial va suposar 144.000 milions de lliures, mentre que el frau contra els individus es va estimar en 9.700 milions de lliures. La FAP ha estat especialment crítica amb el suport disponible de la policia a les víctimes de frau al Regne Unit fora de Londres. Tot i que les víctimes de frau generalment es remeten al centre nacional d'informes de frau i ciberdelinqüència del Regne Unit, Action Fraud, la FAP va trobar que hi havia "poques possibilitats" que aquests informes de delictes fossin seguits amb qualsevol tipus d'acció substantiva d'aplicació de la llei per part de les autoritats del Regne Unit, segons l'informe.
El juliol de 2016, es va informar que els nivells d'activitat fraudulenta al Regne Unit van augmentar durant els 10 anys anteriors al 2016, passant de 52.000 milions de lliures a 193.000 milions de lliures. Aquesta xifra seria una estimació conservadora, ja que com ha dit l'antic comissari de la policia de la ciutat de Londres, Adrian Leppard, només 1 de cada 12 delictes d'aquest tipus es denuncia. Donald Toon, director del comandament de delinqüència econòmica de la NCA, va declarar el juliol de 2016: "S'estima que les pèrdues anuals per frau al Regne Unit són més de 190.000 milions de lliures esterlines". Les xifres publicades l'octubre de 2015 de la Crime Survey of England and Wales van trobar que s'havien produït 5,1 milions d'incidents de frau a Anglaterra i Gal·les l'any anterior, afectant a un de cada 12 adults i convertint-lo en la forma de delicte més comuna.
També el juliol de 2016, l' Oficina Nacional d'Estadística (ONS) va declarar: "L'any passat es van cometre gairebé sis milions de frau i delictes cibernètics a Anglaterra i Gal·les i es va estimar que hi va haver dos milions de delictes d'ús indegut d'ordinadors i 3,8 milions de delictes de frau en els 12 mesos fins a finals de març de 2016". El frau afecta una de cada deu persones al Regne Unit. Segons l'ONS, la majoria dels fraus es relaciona amb el frau de comptes bancaris. Aquestes xifres estan separades de l'estimació principal que 6,3 milions de delictes més (distints del frau) es van perpetrar al Regne Unit contra adults durant l'any fins al març de 2016.
El frau no es va incloure en un "índex de danys delictius" publicat per l'Oficina Nacional d'Estadística el 2016. El cap de l'Oficina Nacional d'Auditoria (NAO), Sir Anyas Morse també ha dit "Durant massa temps, com a delicte de baix valor però de gran volum, el govern, les forces de l'ordre i la indústria han passat per alt el frau en línia. Ara és el crim més experimentat a Anglaterra i Gal·les i exigeix una resposta urgent".
HM Treasury va emetre orientacions als departaments del govern central el gener de 2011 preocupats per "Afrontar el frau intern", preocupats perquè les pressions econòmiques i els possibles acomiadaments de personal en aquell moment poguessin portar aquells empleats que "podrien tenir la temptació" de cometre frau per aprofitar més qualsevol oportunitat que pogués sorgir, observant un possible canvi en l'equilibri entre "la recompensa del frau" i el risc de frau. Un aspecte de l'orientació era equipar el personal per buscar "indicadors de frau": pistes o pistes que un membre del personal, equip o àrea d'activitat individual podria necessitar "una mirada més de prop".
El 2022, el programa de televisió Scam Interceptors va revelar que la majoria de fraus al Regne Unit van ser perpetrats per centres de trucades d'estafa a escala industrial a Àsia.

###### Anglaterra, Gal·les i Irlanda del Nord
Des de 2007, el frau a Anglaterra i Gal·les i Irlanda del Nord està cobert per la Llei de Frau de 2006. La Llei va rebre l'autorització reial el 8 de novembre de 2006 i va entrar en vigor el 15 de gener de 2007. La Llei dóna una definició legal del delicte penal de frau, definint-lo en tres classes: frau per representació falsa, frau per no revelar informació i frau per abús de posició. Preveu que una persona declarada culpable d'un frau és passible d'una multa o una pena de presó de fins a sis mesos en cas de condemna sumaria, o una multa o presó de fins a deu anys en cas de condemna per acusació. Aquesta llei substitueix en gran part les lleis relatives a l'obtenció de béns per engany, l'obtenció d'un avantatge pecuniari i altres delictes que es van crear en virtut de la Llei de robatori de 1978 .

## En el Dret Espanyol
Segons l'article 248 de la Llei d'enjudiciament criminal cometen frau els que, amb ànim de lucre, facin servir engany suficient per produir error en altre, induint-lo a realitzar un acte de disposició en perjudici propi o aliè.
En el dret espanyol es diferencia entre les estafes constitutives de delicte i les que constitueixen falta, estant la nota diferencial en el valor d'allò estafat. Per entendre tot això, cal entendre que la diferència entre delicte i falta es troba en els fets.
- Les faltes només es castiguen quan són consumades, és a dir s'ha realitzat el resultat lesiu, ara bé aquesta regla no és absoluta, ja que les faltes contra les persones i contra el patrimoni es castiguen, també, quan són intencionades.
- La reincidència només compta en els delictes, no les faltes.
- Les faltes són jutjades pel jutge d'instrucció i els delictes pel jutge del penal.
- Com a regla la diferència bàsica està en la gravetat de la conducta.

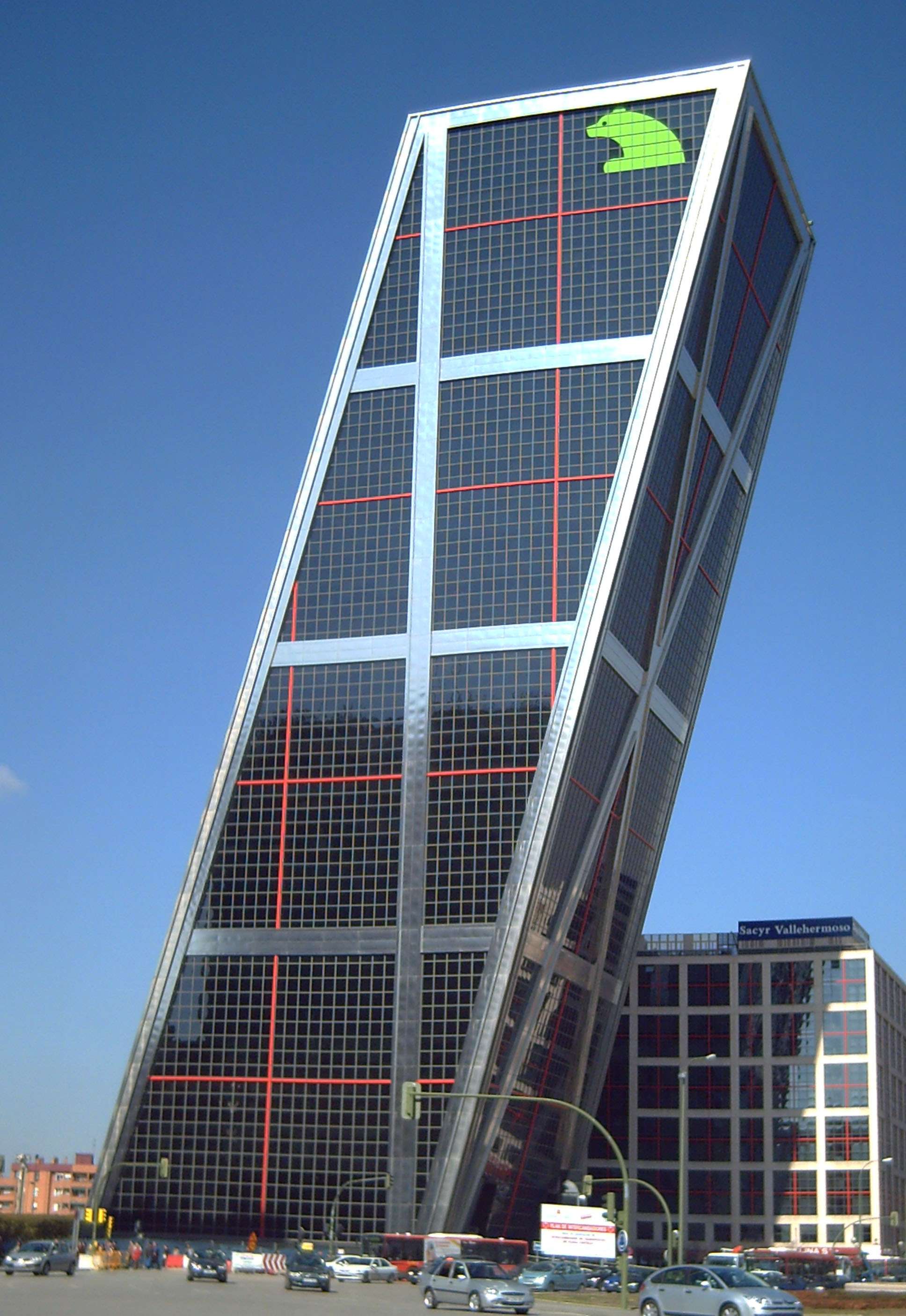
Porta d'Europa de Madrid. Seu operativa de Bankia, antiga Caja Madrid, una de les entitats bancàries que ha estat demandada per considerar-se les clàusules sol abusives.

A Espanya el frau arriba a múltiples sectors. El frau fiscal a Espanya assoliria uns 80.000 milions d'euros anuals, el 8% del PIB.
Alguns dels fraus bancaris més importants a Espanya són els següents:
- Frau de les preferents a Espanya: L'estafa de les preferents a Espanya fa referència al frau bancari en l'emissió i venda d'accions preferents per bancs i Caixes d'Estalvis d'Espanya que des dels anys 1990, incrementant-se en 2003 i amb el punt àlgid en el període 2009 a 2011 -època que comprèn la bombolla immobiliària i la crisi econòmica espanyola de 2008-2014- van col·locar aquest tipus d'accions a uns 700.000 clients sense la deguda transparència ja que no podien entendre el producte per la seva complexitat, van ser enganyats i per tant desconeixien el risc que implicava la seva adquisició.[22][23] En molts casos van pensar que era renda fixa quan en realitat era renda variable. En el moment més àlgid, esclat de la crisi financera de 2008, el valor de venda de preferents va aconseguir els 30.000 milions d'euros. El Govern d'Espanya va admetre que la seva comercialització va ser una fallada i la CNMV ha reconegut que moltes ocasions s'incomplia la llei.[24]
- Frau de les clàusules sòl a Espanya: Fa referència a la declaració el 9 de maig de 2013 de nul·litat i caràcter abusiu, per sentència del Tribunal Suprem d'Espanya, de les clàusules sol en els contractes i préstecs hipotecaris.[25][26][27]
- Engany al Índex de Referència de Préstecs Hipotecaris: El IRPH o índex de referència de préstecs hipotecaris és un índex de tipus d'interès de préstecs hipotecaris aplicat a Espanya i elaborat pel Banc d'Espanya. Va començar a aplicar-se en 1994 i va arribar a ser l'índex en el 10% de les hipoteques, en 2018 va suposar el 0,28% de les hipoteques. En 2020 continua vigent per als préstecs vius dels qui van signar hipoteques amb aquest índex, pendents de diversos litigis per considerar-se abusiu i manipulable segons sentència del TJUE de 3 de març de 2020 i és previsible que acabi desapareixent fins i tot de les hipoteques vives.[28] El nombre de préstecs signats amb IRPH estaria entre 300.000 i 800.000. A Espanya, l'índex habitual i més utilitzat per a préstecs hipotecaris és l'euríbor.[29][30] El 3 de març de 2020 el Tribunal de Justícia de la Unió Europea (TJUE) va dictar sentència per la qual els jutges espanyols podran anul·lar una hipoteca lligada al IRPH si consideren que és abusiva.[31] A l'abril de 2020 diversos jutjats espanyols, en mans dels qui està declarar la nul·litat del IRPH, van ordenar substituir aquest índex de préstecs hipotecaris per l'euríbor més un diferencial a l'ésser l'alternativa més beneficiosa per al consumidor.[32] A l'octubre de 2020 el Tribunal Suprem d'Espanya va avalar l'aplicació del IRPH en les hipoteques assenyalant que la seva aplicació no resultaria abusiva malgrat incomplir els requisits de transparència. No obstant això, els afectats van considerar que existien dubtes sobre la legalitat d'aquesta sentència i que tornarien a reclamar davant el TJUE.[33][34]

## Tipus agreujats d'estafes
- Quan siguin coses de primera necessitat
- Simulacions de plets
- Es realitzi mitjançant xecs o pagarés
- Utilitzant una signatura aliena
- Patrimoni artístic, històric, cultural o científic
- Especial gravetat
- Abús de relacions

## Estadístiques
A continuació es mostra la taxa de frau per càpita per a països individuals segons l'Oficina de les Nacions Unides contra la Droga i el Crim per a l'últim any disponible. Les definicions de frau i la fracció de frau no denunciat poden ser diferents per a cada país.
| Country                        | Reported annual frauds per 100,000 | Year |
| ------------------------------ | ---------------------------------- | ---- |
| Albania                        | 34.1                               | 2022 |
| Algeria                        | 3.1                                | 2022 |
| Antigua and Barbuda            | 25.6                               | 2022 |
| Armenia                        | 53.1                               | 2018 |
| Australia                      | 32.2                               | 2022 |
| Austria                        | 787.8                              | 2022 |
| Azerbaijan                     | 20.3                               | 2020 |
| Bahamas                        | 132.4                              | 2022 |
| Barbados                       | 42.3                               | 2022 |
| Belgium                        | 808.8                              | 2020 |
| Belize                         | 0.0                                | 2020 |
| Bermuda                        | 137.9                              | 2016 |
| Bolivia                        | 0.0                                | 2022 |
| Bosnia and Herzegovina         | 18.1                               | 2022 |
| Botswana                       | 7.4                                | 2020 |
| Bulgaria                       | 33.9                               | 2022 |
| Canada                         | 464.9                              | 2022 |
| Chile                          | 374.6                              | 2022 |
| Colombia                       | 119.1                              | 2022 |
| Costa Rica                     | 319.8                              | 2022 |
| Croatia                        | 86.5                               | 2022 |
| Cyprus                         | 38.2                               | 2022 |
| Czech Republic                 | 153.4                              | 2022 |
| Denmark                        | 972.1                              | 2022 |
| Dominica                       | 37.1                               | 2022 |
| Dominican Republic             | 36.8                               | 2020 |
| Ecuador                        | 187.1                              | 2022 |
| El Salvador                    | 100.5                              | 2022 |
| England and Wales              | 1619.5                             | 2021 |
| Estonia                        | 197.0                              | 2022 |
| Finland                        | 973.1                              | 2022 |
| France                         | 401.5                              | 2022 |
| Germany                        | 961.3                              | 2022 |
| Greece                         | 99.0                               | 2022 |
| Grenada                        | 51.8                               | 2022 |
| Guatemala                      | 0.5                                | 2020 |
| Guyana                         | 4.9                                | 2022 |
| Hungary                        | 209.1                              | 2022 |
| Iceland                        | 146.4                              | 2022 |
| Indonesia                      | 9.6                                | 2018 |
| Ireland                        | 204.2                              | 2022 |
| Israel                         | 210.5                              | 2022 |
| Italy                          | 694.8                              | 2022 |
| Japan                          | 30.6                               | 2022 |
| Jordan                         | 36.0                               | 2022 |
| Kenya                          | 0.9                                | 2022 |
| Kosovo                         | 28.0                               | 2020 |
| Kyrgyzstan                     | 276.3                              | 2020 |
| Latvia                         | 126.1                              | 2022 |
| Lebanon                        | 3.0                                | 2015 |
| Liechtenstein                  | 500.9                              | 2022 |
| Lithuania                      | 144.3                              | 2022 |
| Luxembourg                     | 724.1                              | 2022 |
| Macau                          | 189.2                              | 2022 |
| Malta                          | 292.9                              | 2022 |
| Mexico                         | 87.9                               | 2022 |
| Monaco                         | 1559.2                             | 2016 |
| Mongolia                       | 129.6                              | 2020 |
| Montenegro                     | 6.2                                | 2022 |
| Morocco                        | 28.7                               | 2022 |
| Myanmar                        | 3.8                                | 2022 |
| Netherlands                    | 367.9                              | 2016 |
| New Zealand                    | 58.8                               | 2020 |
| Norway                         | 424.1                              | 2022 |
| Oman                           | 36.5                               | 2022 |
| Palestine                      | 20.6                               | 2022 |
| Panama                         | 110.2                              | 2022 |
| Paraguay                       | 122.0                              | 2022 |
| Peru                           | 75.4                               | 2022 |
| Poland                         | 437.9                              | 2022 |
| Portugal                       | 434.9                              | 2022 |
| Puerto Rico                    | 10.5                               | 2017 |
| Romania                        | 62.4                               | 2022 |
| Russia                         | 226.0                              | 2020 |
| Saint Kitts and Nevis          | 37.8                               | 2022 |
| Saint Lucia                    | 309.7                              | 2022 |
| Scotland                       | 307.3                              | 2022 |
| Senegal                        | 0.1                                | 2016 |
| Serbia                         | 46.3                               | 2022 |
| Singapore                      | 568.2                              | 2022 |
| Slovakia                       | 37.6                               | 2022 |
| Slovenia                       | 172.7                              | 2022 |
| Spain                          | 921.4                              | 2022 |
| Sri Lanka                      | 28.2                               | 2018 |
| Saint Vincent i les Grenadines | 1.0                                | 2022 |
| Sweden                         | 2357.8                             | 2022 |
| Switzerland                    | 294.7                              | 2022 |
| Syria                          | 3.6                                | 2018 |
| Thailand                       | 27.0                               | 2022 |
| Trinidad and Tobago            | 33.1                               | 2020 |
| Turkey                         | 109.7                              | 2014 |
| Ukraine                        | 58.5                               | 2020 |
| United Arab Emirates           | 45.4                               | 2016 |
| United States                  | 272.1                              | 2022 |
| Uruguay                        | 576.8                              | 2022 |
| Vatican City                   | 0.0                                | 2022 |